# スペクトラム拡散

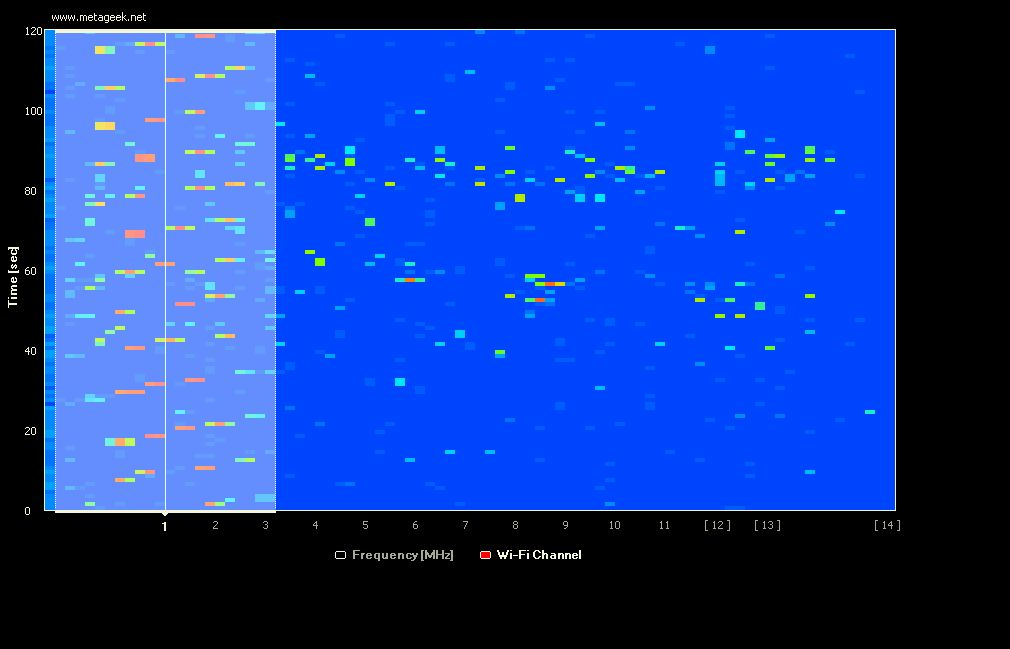
無線LAN、Bluetoothのスペクトラム拡散

スペクトラム拡散（スペクトラムかくさん、英語: spread spectrum、SS）は、通信の信号を本来よりも広い帯域に拡散して通信する技術。無線通信に多く用いられる。「スペクトル拡散」、「周波数拡散」とも言う。

## 概要
スペクトラム拡散の代表的な方式には、周波数ホッピングと、直接拡散とがあり、いずれもノイズや干渉に強く、秘匿性に優れるとされている。
元々は軍事無線のため、技術開発が進み民生用機器への応用が拡がり、CDMA方式の携帯電話や、無線LAN（IEEE 802.11シリーズ、Wi-Fi）、無線アクセス、GPS、親子電話の接続などに用いられている。
スペクトラム拡散はクロックジェネレータ（電子デバイスのクロックを生成する電子部品）でも用いられる。スペクトラム拡散クロックジェネレータ（SSCG、英語: spread spectrum clock generation）は、クロック信号に対して意図的にジッター（ゆらぎ）を加えて特定の周波数にエネルギーが集中しないようにする。これにより、電波障害(EMI)の原因となる特定の周波数へのエネルギー集中を緩和し、妨害を軽減する。本質的には通信で使われている技術と同質である。
なおスペクトラム拡散とはただ単に通信方法ではなく、情報変換方法の一方式である。従ってスペクトラム拡散は様々な分野に応用可能である。例えば「画像のデジタル処理」などの場合にも、ある情報をスペクトラム拡散、特に「直接シーケンス」方式により変換し、目で見ても分からない程度の画像の色調などの変化として画像の中に多重化することが可能である（ステガノグラフィー）。

## 周波数ホッピング
周波数ホッピング（しゅうはすう―、英語: frequency-hopping、FH）は、周波数を一定の規則に従い高速に切り替え、送受信機間で通信を行う、スペクトラム拡散の一方式。周波数ホッピング・スペクトラム拡散（英語: frequency hopping spread spectrum、FHSS）とも言う。
送信側と受信側でホッピング・シーケンスやホッピング・パターンと呼ぶ一定の規則を規定し、それに従って一定の通信帯域の中で高速に通信周波数を切り替えて、通信を行う。ホップする周波数をホッピング・チャンネルと呼び、これが多いほど妨害・干渉・傍受に強くなる。ホッピング・チャンネルの一部にノイズが局在した場合でも、高速に周波数切替するおかげで実際に妨害を受ける確率は低減される。よってノイズに強いとされ、またホッピング・シーケンスが分からなければ通信を傍受しにくいため、ある程度は通信の秘匿性にも優れているとされる。
無線局ごとに異なるホッピング・シーケンスを適用すると、多元接続が可能となる。戦術無線機ではFHの使用が多い。
なお、この技術の基礎的発明は女優のヘディ・ラマーと音楽家のジョージ・アンタイルによってなされた。

## 直接拡散
直接拡散、直接シーケンス（ちょくせつかくさん、ちょくせつ―、英語: direct sequence、DS）は、送信データよりも遥かに広い周波数にエネルギーを拡散して通信するスペクトラム拡散の一方式。送受信双方が保持する「拡散符号」と呼ばれる鍵に基づいて演算を行う。直接シーケンス・スペクトラム拡散、直接スペクトラム拡散（英語: direct sequence spread spectrum、DSSS）とも言う。
実際には、例えば帯域幅1MHzだった明瞭な信号を周波数帯域100MHzに拡げると、見かけ上の信号電圧が1/100に減る。雑音レベル以下になるので、信号自体の検出が困難になる。雑音レベル以下の信号強度で良いので、さらに出力電力（受信電圧）を大幅に下げることができる。
SS方式の応用例の一つとしてレーダーが挙げられる。通常のレーダーでは、高い周波数できわめて大きい送信電力を用いていた。SS方式をレーダーに導入することで、通常のレーダーと比較して極めて小さな受信電圧でも信号を復元することが可能となるため、送信電力も小さくすることができ、送受信回路（及び素子）を半導体化、小型化、省電力化、一体化、長寿命化できる。また送信電力が小さいので、レーダー波の検知が困難である。レーダーの妨害はできるが、遅延波を送って位置を欺瞞する方法が使えないため、防御効果が高い。
この「受信電圧が雑音電圧より低くて良い」というのが、画期的な技術革新となった。
通常の電波の雑音は時間的に短かかったりランダムであるため、広い周波数帯域の（比較的）長い時間に特異的に存在する信号に対して、大きく影響することは少ない。
拡散のためのPN符号（拡散符号）が自由に選べるので、拡散の具合がそれぞれ異なり、暗号化と同じことになる。暗号化と違うのは、信号自体の検出が困難になることである。受信の場合は、暗号解読と同様に解読コード（逆拡散符号）を使って、広い周波数範囲から必要な信号を浮かび上がらせる。
技術的に詳しく言うと、送信側では送信データに対して拡散符号による演算を行い、送信データよりも広い帯域にエネルギーを拡散して送信する。送信データの数十倍～数千倍の帯域に広げる。拡散に使用される送信データのビットを「チップ」と呼ぶ。受信側では、送信側での拡散符号を知っているので逆拡散符号を作り、受信データと逆拡散符号との演算により送信データを復号する。拡散符号は自己相関が小さい符号系列である擬似ランダム雑音（英語: pseudo random noise、PN）パターンが使われる。2種類のPN系列を加算して得られるGold系列や最長系列（M系列）も拡散符号に使われる。拡散された帯域の一部にノイズが局在していても、その影響も拡散されるためノイズに強くなる。また正当な逆拡散符号によって復号演算を行わなければノイズにしか聞こえず、逆拡散符号が判らなければ通信を傍受できないので通信の秘匿性にも優れているとされる。
無線局ごとに異なる拡散符号を適用すると、一つの周波数（帯）で複数の通信を行う多元接続が可能となる。（符号分割多元接続）
正当な受信者ではないものが解読する場合は、広帯域受信機を使い記録し、色々な方法で逆拡散符号を当てはめてみることによりできる（困難ではあるが）。

## ハイブリッド方式
ハイブリッド方式はDSを行い、さらにFHを行う方式。必要な演算処理量は増えるがDSの重なりを半分行った後でFHを行うと、処理利得が3dB向上する。処理利得は、拡散帯域幅／送信データの帯域幅で表される。

## 同期と遠近問題
FHもDSも送受信間で同期が正しく取れないと、期待された処理利得は得られない。同期は2つの段階がある。同期捕捉は最初にとる同期であり、一度合った同期を維持するのが同期追跡である。
SSでは遠近問題と呼ばれる問題点がある。SSでは同じ帯域を複数の送受信局が使用する。強力な送信出力の局の近くでは、弱い局の送信が受信局で受信できなくなる。この問題はDSで顕著である。送信出力の制御によって強すぎる送信局がなくなるようにすることで軽減できる。

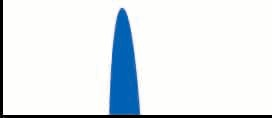
ベースバンド信号
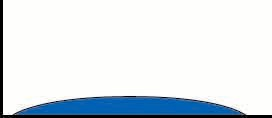
拡散符号により 拡散された信号
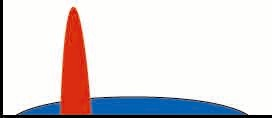
妨害を受けた信号 赤色が妨害信号
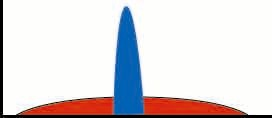
拡散符号により 復元された信号 赤色が妨害信号